# Ommatophobie
Als Ommatophobie oder Ommetaphobie bezeichnen Psychologie und Psychiatrie eine irrationale Angst (Phobie) vor Augen, direktem Blickkontakt und dem Gesehenwerden. Ihr ähnlich ist die Optophobie, die Angst, die Augen zu öffnen.

## Definition und mögliche Ursachen

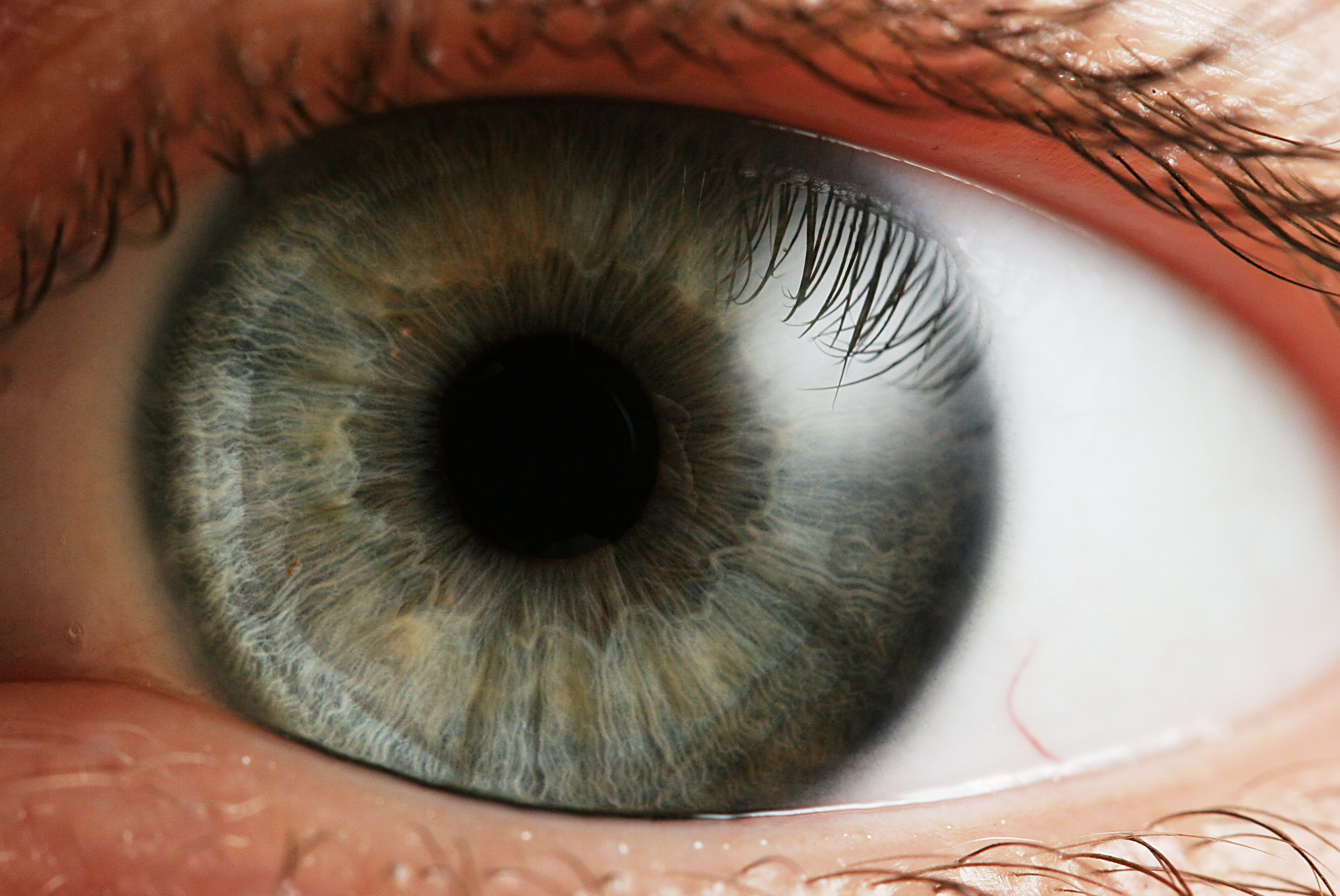
Menschliches Auge

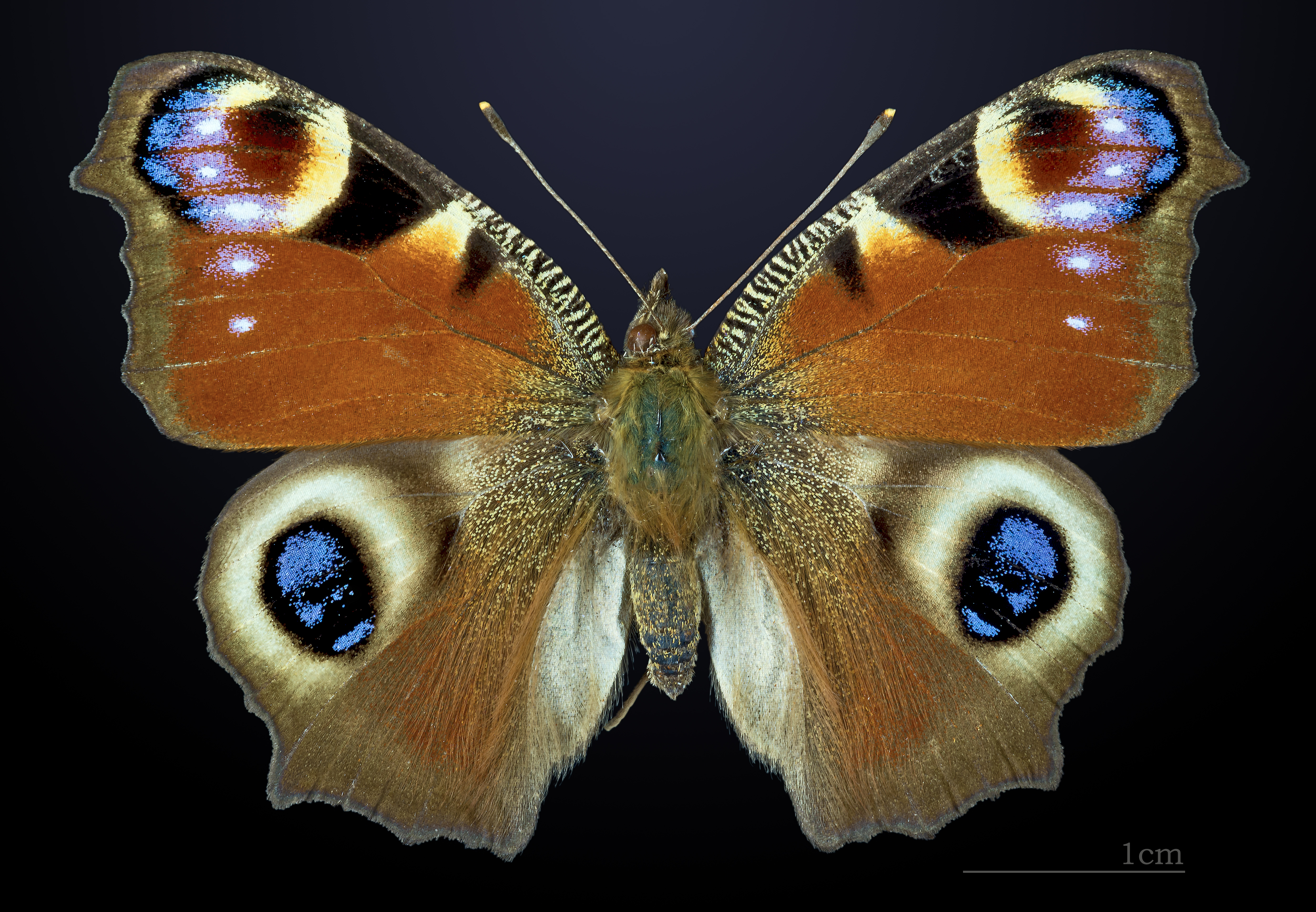
Ein Tagpfauenauge

Das Wort Ommatophobie entstammt den griechischen Wörtern omma (ὄμμα; „Auge“, „Blick“) und phóbos (φόβος; „Angst“, „Furcht“). Sie gehört zur Klasse der klinischen Angststörungen (Phobien) und gilt als therapierbar. Sie tritt altersunabhängig auf, kann sich also zu jeder Zeit und in jeder Altersgruppe manifestieren. Sie ist außerdem von Patient zu Patient unterschiedlich stark ausgeprägt. Die Ätiologie ist mannigfaltig, als mögliche Ursachen kommen physische Traumata (wie zum Beispiel eine Augenverletzung), psychische Traumata (zum Beispiel durch Stalker) und geistige Entwicklungsstörungen (zum Beispiel Autismus) in Frage. Ommetaphobie kann auch als Begleitphobie von Paranoia, der Angst vor dem Verfolgtwerden, auftreten – umgekehrte Fälle sind ebenfalls möglich (Paranoia als Folge von Ommetaphobie). Eine temporäre Ommetaphobie kann bei Drogenkonsum und -missbrauch auftreten.

## Symptomatik
Ommetaphobie-Betroffene fürchten sich vor Augen aller Art, egal ob Menschen- oder Tieraugen, sogar Augenmuster wie zum Beispiel auf Pfauenfedern und Schmetterlingsflügeln wie jene vom Tagpfauenauge lösen Nervosität oder gar Panikattacken aus. Oft reicht schon der kürzeste Anblick von Augen und Augenmustern, um Betroffene in Angst, Panik oder Hysterie zu versetzen. Die Angstzustände äußern sich unter anderem in starkem Zittern, Herzrasen, Schweißausbrüchen, Angststarre bis hin zu Wein- und Schreikrämpfen. Begleitet werden die Angstattacken nicht selten von Abwehr- und/oder Fluchtverhalten bis hin zu Ohnmachtsanfällen. Besonderes stark Betroffene meiden Blickkontakte unter allen Umständen, Kontaktaufnahmen zu Mitmenschen (selbst jene aus der eigenen Familie), ganz besonders aber zu Fremden, erscheinen Betroffenen als nahezu unmöglich. Gespräche werden nur zögerlich erwidert, es sei denn, sie finden ohne direkten Kontakt statt (zum Beispiel in einem Chat oder Telefonat).

## Wissenswertes
Es ist möglich, dass der Yōkai Mokumoku-ren (目目連) aus der japanischen Mythologie von dem Phänomen der Ommetaphobie inspiriert wurde: Das eigentlich gestaltlose Wesen erscheint seinen Opfern als Schwarm schwach glühender Augen in den Ritzen, Spalten und Löchern verlassener Häuser.